# Yukio Endō
Yukio Endo - (18 de enero de 1937 en Akita, Japón; † 25 de marzo de 2009) Gimnasta japonés ganador de siete medallas olímpicas (cinco de ellas de oro) entre los Juegos de Roma 1960, Tokio 1964 y México 1968
En 1969 fue incluido en el Salón Internacional de la Gimnasia, y en 1996 recibió la Medalla del Emperador, una de las más altas condecoraciones de Japón.
Falleció el 25 de marzo de 2009 víctima de un cáncer.